# UCI ProSeries
UCI ProSeries er fra 2020-sæsonen en serie af cykelløb på næsthøjeste niveau, lige under UCI World Tour.

## Løbene
| Kategori | Kategori | Løb                                                   | Land           | Dato i 2020                |
| 2019     | 2020     | Løb                                                   | Land           | Dato i 2020                |
| -------- | -------- | ----------------------------------------------------- | -------------- | -------------------------- |
| 2.1      | 2.Pro    | Vuelta a San Juan                                     | Argentina      | 26. jan.–2. feb.           |
| 2.HC     | 2.Pro    | Volta a la Comunitat Valenciana                       | Spanien        | 5.–9. feb.                 |
| 2.HC     | 2.Pro    | Tour de Langkawi                                      | Malaysia       | 7.–14. feb.                |
| 2.HC     | 2.Pro    | Tour of Oman                                          | Oman           | 11.–16. feb. (aflyst)      |
| 2.1      | 2.Pro    | Tour de la Provence                                   | Frankrig       | 13.–16. feb.               |
| 1.HC     | 1.Pro    | Clásica de Almería                                    | Spanien        | 16. feb.                   |
| 1.HC     | 1.Pro    | Trofeo Laigueglia                                     | Italien        | 16. feb.                   |
| 2.HC     | 2.Pro    | Volta ao Algarve em Bicicleta                         | Portugal       | 19.–23. feb.               |
| 2.HC     | 2.Pro    | Vuelta a Andalucia Ruta Ciclista Del Sol              | Spanien        | 19.–23. feb.               |
| 2.1      | 2.Pro    | Tour of Hainan                                        | Kina           | 23. feb.–1. marts (aflyst) |
| 1.1      | 1.Pro    | Faun-Ardèche Classic                                  | Frankrig       | 29. feb.                   |
| 1.1      | 1.Pro    | Royal Bernard Drôme Classic                           | Frankrig       | 1. marts                   |
| 1.HC     | 1.Pro    | Kuurne-Bruxelles-Kuurne                               | Belgien        | 1. marts                   |
| 1.HC     | 1.Pro    | GP Industria & Artigianato                            | Italien        | 8. marts (aflyst)          |
| 1.HC     | 1.Pro    | Danilith Nokere Koerse                                | Belgien        | 18. marts                  |
| 1.HC     | 1.Pro    | Grand Prix de Denain – Porte du Hainaut               | Frankrig       | 19. marts                  |
| 1.HC     | 1.Pro    | Bredene Koksijde Classic                              | Belgien        | 20. marts                  |
| 1.1      | 1.Pro    | Gran Premio Miguel Indurain                           | Spanien        | 4. april                   |
| 1.HC     | 1.Pro    | Scheldeprijs                                          | Belgien        | 8. april                   |
| 2.UWT    | 2.Pro    | Presidential Cycling Tour of Turkey                   | Tyrkiet        | 12.–19. april              |
| 1.HC     | 1.Pro    | De Brabantse Pijl – La Flèche Brabançonne             | Belgien        | 15. april                  |
| 1.1      | 1.Pro    | Tro-Bro Léon                                          | Frankrig       | 19. april                  |
| 2.HC     | 2.Pro    | Tour of the Alps                                      | Italien        | 20.–24. april              |
| 2.HC     | 2.Pro    | Tour de Yorkshire                                     | Storbritannien | 30. april–3. maj           |
| 2.HC     | 2.Pro    | 4 Jours de Dunkerque / Grand Prix des Hauts de France | Frankrig       | 5.–10. maj                 |
| 1.1      | 1.Pro    | Grand Prix de Plumelec-Morbihan                       | Frankrig       | 16. maj                    |
| 2.HC     | 2.Pro    | Tour of Norway                                        | Norge          | 21.–24. maj                |
| 2.1      | 2.Pro    | ZLM Tour                                              | Holland        | 27.–31. maj                |
| 2.1      | 2.Pro    | Boucles de la Mayenne                                 | Frankrig       | 28.–31. maj                |
| 2.HC     | 2.Pro    | Baloise Belgium Tour                                  | Belgien        | 10.–14. juni               |
| 2.HC     | 2.Pro    | Tour of Slovenia                                      | Slovenien      | 10.–14. juni               |
| 1.1      | 1.Pro    | Dwars door het Hageland                               | Belgien        | 17. juni                   |
| 2.1      | 2.Pro    | Int. Österreich-Rundfahrt-Tour of Austria             | Østrig         | 27. juni–3. juli           |
| 2.HC     | 2.Pro    | Tour of Qinghai Lake                                  | Kina           | 7.–14. juli                |
| 2.HC     | 2.Pro    | VOO-Tour de Wallonie                                  | Belgien        | 18.–22. juli               |
| 2.HC     | 2.Pro    | Vuelta a Burgos                                       | Spanien        | 28. juli–1. aug.           |
| 2.HC     | 2.Pro    | The Larry H.Miller Tour of Utah                       | USA            | 3.–9. aug.                 |
| 2.HC     | 2.Pro    | Arctic Race of Norway                                 | Norge          | 6.–9. aug.                 |
| 2.HC     | 2.Pro    | PostNord Danmark Rundt                                | Danmark        | 11.–15. aug.               |
| 2.HC     | 2.Pro    | Deutschland Tour                                      | Tyskland       | 20.–23. aug.               |
| 1.1      | 1.Pro    | Brussels Cycling Classic                              | Belgien        | 29. aug.                   |
| -        | 1.Pro    | Maryland Cycling Classic                              | USA            | 6. sep.                    |
| 2.HC     | 2.Pro    | OVO Energy Tour of Britain                            | Storbritannien | 6.–13. sep.                |
| 1.1      | 1.Pro    | Tour de l'Eurométropole                               | Belgien        | 12. sep.                   |
| 1.HC     | 1.Pro    | GP de Fourmies / La Voix du Nord                      | Frankrig       | 13. sep.                   |
| 2.1      | 2.Pro    | Skoda-Tour de Luxembourg                              | Luxembourg     | 15.–19. sep.               |
| 1.1      | 1.Pro    | Grand Prix de Wallonie                                | Belgien        | 16. sep.                   |
| 1.1      | 1.Pro    | Coppa Sabatini – Gran Premio città di Peccioli        | Italien        | 17. sep.                   |
| 1.HC     | 1.Pro    | Primus Classic                                        | Belgien        | 19. sep.                   |
| 1.1      | 1.Pro    | Coppa Bernocchi – GP BPM                              | Italien        | 1. okt.                    |
| 1.HC     | 1.Pro    | Sparkassen Münsterland Giro                           | Tyskland       | 3. okt.                    |
| 1.HC     | 1.Pro    | Giro dell'Emilia                                      | Italien        | 3. okt.                    |
| 1.HC     | 1.Pro    | Tre Valli Varesine                                    | Italien        | 6. okt.                    |
| 1.HC     | 1.Pro    | Milano-Torino                                         | Italien        | 7. okt.                    |
| 1.HC     | 1.Pro    | Gran Piemonte                                         | Italien        | 8. okt.                    |
| 1.HC     | 1.Pro    | Paris-Tours                                           | Frankrig       | 11. okt.                   |
| 1.1      | 1.Pro    | Japan Cup Cycle Road Race                             | Japan          | 18. okt.                   |